# 東方哲學
东方哲學是东方国家（中国、日本、印度，有时包括伊斯兰國家）哲学领域的总称。指区别于在古希腊哲学影响下形成的西方哲学体系，東方哲學不是统一的哲学体系，但有相似的文化特征，中国的儒学带有浓厚的道德倾向，关注人的伦理价值。受到西方哲學影響，百餘年來東方哲學都使用西方哲學標準來加以分類與論述，因此現今東方哲學無論是中國哲學，還是日本哲學，所有區域性哲學仍可劃分形上學、宇宙論、逻辑学、宗教哲學、社會哲學、政治哲學和文化哲學等種類。